# Mount Alutom
Mount Alutom är ett berg i Guam (USA).   Det ligger i kommunen Yona, i den västra delen av Guam, 6 km sydväst om huvudstaden Hagåtña. Toppen på Mount Alutom är 327 meter över havet.